# Université d'Ubon Ratchathani
L'université d'Ubon Ratchathani (en thaï : มหาวิทยาลัยอุบลราชธานี ; en anglais : Ubon Ratchathani University ou UBU) est une université publique thaïlandaise située à Ubon Ratchathani, au nord-est du pays.

## Historique
Établie en 1987 sur le même campus que l'université de Khon Kaen , l'université d'Ubon Ratchathani est indépendante depuis 1990.

## Source
- (en) Cet article est partiellement ou en totalité issu de l’article de Wikipédia en anglais intitulé « Ubon Ratchathani University » (voir la liste des auteurs).
- Notices d'autorité :   - VIAF
  - ISNI
  - BnF (données)
  - IdRef
  - LCCN
  - WorldCat